# James B. Francis
James B. Francis là một kỹ sư gốc Anh quốc, quản lý của nhà máy dệt thành phố Lowell, Massachusetts, người tạo ra tuabin phản ứng dòng chảy hỗn hợp.
Francis sinh ra ở Oxfordshire, Anh, vào năm 1815 và học việc với cha mình tại Port Craw Railway và Harbor Works ở South Wales. Ông di cư đến Hoa Kỳ vào năm 1833 và bắt đầu làm việc cho George Washington Whistler về việc xây dựng Đường sắt Stonington. Năm 1834, Francis tham gia Whistler khi chuyển đến Lowell, Massachusetts, nơi Whistler được thuê làm kỹ sư trưởng của Proprietors of Lock and Canals, công ty sở hữu hệ thống kênh đào thành phố mới. Francis là trợ lý của Whistler, và đã giúp thiết kế một hệ thống đường sắt cho New England.
Năm 1837, Whistler từ chức và Francis trở thành kỹ sư trưởng mới. Anh ta sớm có được biệt danh là Cảnh sát trưởng Nước Cảnh sát nhờ những nỗ lực của mình trong việc quản lý một cách khoa học các kênh đào Lowell. Ông đã tạo ra một hệ thống phun nước cho một trong những nhà máy của trang web và phát triển một kênh điện mới vào cuối năm 1840-lớn nhất trên thế giới, đo một trăm feet rộng, 1,5 dặm dài, và dao động 17–20 feet chiều sâu. Cơ sở hạ tầng này tăng lưu lượng nước lên năm mươi phần trăm.
Vào đầu những năm 1850, Francis đã phát triển các tua-bin hiệu quả hơn so với vòi nước, có thể ngừng quay khi tiếp xúc với nước ngầm. Francis đã cải tiến trên tuabin Boyden, tạo ra một bánh xe nước nằm ngang có tỷ lệ hiệu quả cao chưa từng thấy tám mươi tám phần trăm. Tua bin phản ứng dòng chảy hỗn hợp của ông đã trở thành tiêu chuẩn cho các cơ sở thủy điện của Mỹ. Ví dụ, hai mươi hai tuabin kiểu Francis đã được lắp đặt trong đập Hoover.
Đức Phanxicô cũng hướng dẫn việc xây dựng một cánh cổng khổng lồ, cao hai mươi bảy feet, rộng hai mươi lăm feet, với trọng lượng hai mươi mốt tấn có thể hạ xuống tại cơ sở Khóa Guard Guard trong trường hợp lũ lụt thảm khốc. Cánh cổng đã được đưa vào thử nghiệm một vài lần, bắt đầu từ năm 1852. Nó đã cứu các nhà máy và kênh rạch, nhưng tràn ngập nhà của những người sống ở phía bên kia của cổng.
Sau đó, Francis đã phục vụ như một kỹ sư tư vấn về đập cầu Quaker trên sông Croton New York và trên đập giữ ở thác St. Anthony Quay trên sông Mississippi. Ông đã nghỉ hưu với tư cách là kỹ sư trưởng của Lowell, vào năm 1884 nhưng vẫn tiếp tục làm cố vấn cho đến năm 1892.